# Jurassic World
Jurassic World ist ein US-amerikanischer Science-Fiction-Film des Regisseurs und Drehbuchautors Colin Trevorrow aus dem Jahr 2015. Im deutschsprachigen Raum lief der Film am 11. Juni 2015 in den Kinos an, bereits einen Tag vor dem Kinostart in den Vereinigten Staaten. Als vierter Teil in der Jurassic-Park-Filmreihe bildet Jurassic World den Auftakt einer neuen Trilogie, die mit Jurassic World: Das gefallene Königreich im Jahr 2018 fortgesetzt und mit Jurassic World: Ein neues Zeitalter im Jahr 2022 abgeschlossen wurde.

## Handlung
22 Jahre nach den Ereignissen im ursprünglichen Jurassic Park des inzwischen verstorbenen Multimilliardärs John Hammond auf der pazifischen Isla Nublar nahe Costa Rica ist ganz im Sinne Hammonds im Süden der Insel ein neuer, riesiger Vergnügungspark namens Jurassic World entstanden. Bei Vorführungen werden fleischfressende Dinosaurier wie der Tyrannosaurus rex und der im Wasser lebende, riesige Mosasaurus gefüttert, es gibt ein Streichelgehege mit jungen Sauriern und zudem die Möglichkeit, die Tiere aus einer Magnetschwebebahn sowie autonom fahrenden Glaskugeln, sogenannten Gyrosphären, im freien Gelände zu beobachten.
Claire Dearing, die Leiterin des Parks, erhält Besuch von ihren Neffen Gray und Zach Mitchell, die sie seit Jahren nicht gesehen hat. Sie hat jedoch keine Zeit, die Kinder zu begleiten, und überlässt sie der Obhut ihrer Assistentin Zara Young. Dearing präsentiert Simon Masrani, dem Besitzer des Parks, die im Bau befindliche Anlage für den Indominus Rex, einen aus dem Erbmaterial des Tyrannosaurus rex und weiterer Arten künstlich geschaffenen Hybriden. Um einen Unfall wie beim ersten Jurassic Park zu vermeiden, ordnet Masrani an, die Anlage vom Wildhüter und ehemaligen Navy-Soldaten Owen Grady begutachten zu lassen. Grady trainiert im Park gemeinsam mit seinem Kollegen Barry vier Velociraptoren als deren Alphatier. Vic Hoskins, ihr Vorgesetzter und Leiter des parkeigenen Sicherheitsdienstes, möchte die Velociraptoren gegen Gradys Willen künftig für militärische Einsätze nutzen.
Als Grady das Gehege des Indominus Rex begutachtet, können die Wärmebildkameras den Saurier nicht erfassen. Grady entdeckt Kratzspuren an der Innenseite der Gehegemauer, die darauf hindeuten, dass der Saurier ausgebrochen ist. Grady und zwei Techniker inspizieren das Gehege, während Dearing den Saurier über seinen implantierten Sender orten lässt. Es stellt sich heraus, dass der Saurier sich noch immer im Gehege befindet. Er tötet die beiden Techniker und bricht aus seinem Gehege aus, während Grady entkommen kann. Statt den Park zu evakuieren, beschließt Masrani, den Saurier durch einen Trupp des Sicherheitsdienstes einfangen zu lassen. Das Sicherheitsteam findet im Wald den Ortungssender des Sauriers, den sich dieser offenbar selbst herausgerissen hat. Der Saurier kann sich wie ein Chamäleon tarnen und tötet fast das gesamte Sicherheitsteam. Daraufhin beschließt Dearing, den nördlichen Teil des Parks zu evakuieren und alle Attraktionen zu schließen. Die über 20.000 Parkbesucher sammeln sich im Hauptbereich, von wo aus sie nach und nach mit Schiffen von der Insel gebracht werden sollen.
Masrani konfrontiert den Chefgenetiker Dr. Wu mit den Vorfällen. Der offenbart, dass die DNS zahlreicher Arten für die Entwicklung des Indominus Rex verwendet worden ist, die ihm nun anscheinend besondere Fähigkeiten verleihen. Masrani selbst hatte gefordert, eine neue Parkattraktion zu erschaffen. Nun ordnet er jedoch an, die Forschungen einzustellen. Er startet mit einem mit Maschinengewehr ausgerüsteten Hubschrauber, um den entflohenen Saurier zu töten.
Gray und Zach sind mittlerweile ihrer Aufpasserin entwischt und mit einer der fahrbaren Kugeln im Freigelände unterwegs. Sie ignorieren die Aufforderung zur Evakuierung und fahren stattdessen in den angrenzenden Wald. Dort treffen sie auf eine Gruppe Ankylosaurier und werden dabei vom Indominus Rex überrascht. Der zerstört die fahrbare Kugel, doch die beiden Brüder können mit einem Sprung in einen Wasserfall fliehen. Da Dearing ihre Neffen nicht telefonisch erreichen kann, bittet sie Grady um Hilfe. Bei ihrer Suche entdecken sie, dass der Indominus Rex offenbar aus Jagdlust zahlreiche Apatosaurier getötet, jedoch nicht gefressen hat.
Auf ihrer Flucht finden Gray und Zach das verlassene Besucherzentrum des ursprünglichen Parks, wo es ihnen gelingt, einen Geländewagen wieder fahrtüchtig zu machen. Dearing und Grady treffen wenig später dort ein und werden vom Indominus Rex angegriffen. Auf der Flucht geben sie dessen Position durch und Masrani lässt diesen aus dem Hubschrauber, welchen er selbst fliegt, beschießen. Der Indominus Rex durchbricht die Kuppel des Flugsaurier-Geheges, sodass diese ausbrechen und den Hubschrauber zum Absturz bringen, wobei Masrani umkommt. Gray und Zach erreichen den Hauptbereich des Parks, die Flugsaurier auf den Fersen. Diese attackieren die Besucher, Panik bricht aus, Claires Assistentin Zara wird ins Wasser geschleudert und fällt dem Mosasaurus zum Opfer. Die beiden Jungen treffen auf Dearing und Grady, der inzwischen zusammen mit dem Sicherheitsdienst die Flugsaurier abschießt.
Nach Masranis Tod übernimmt Hoskins mit seinen militärisch organisierten Mitarbeitern die Kontrolle über das Zentrum und ordnet an, dass die Raptoren den Indominus Rex jagen sollen. Da Grady ihn nicht davon abhalten kann, nimmt er widerwillig an der Jagd teil. Dearing und ihre Neffen bleiben in einem Fahrzeug am Raptorengehege. Als die Raptoren den Indominus Rex finden, greifen sie ihn jedoch nicht an, sondern kommunizieren mit ihm. Grady erkennt, dass in dem Hybriden auch Raptorengene stecken. Die Raptoren akzeptieren den Indominus Rex als neues Alphatier und greifen die Menschen an, wobei viele von Hoskins Mitarbeitern getötet werden sowie einer der Raptoren durch eine Granate. Hoskins lässt nach der gescheiterten Mission das Entwicklungslabor evakuieren und den Chefgenetiker mitsamt Dinosaurierembryos mittels eines Hubschraubers ausfliegen.
Als die Raptoren zu ihrem Gehege zurückkehren, müssen Dearing und ihre Neffen mit dem Fahrzeug fliehen. Grady, der dem Indominus Rex entkommen ist, stößt zu ihnen, und gemeinsam fahren sie zum Entwicklungslabor. Dort werden sie erneut von den Raptoren überrascht, die Hoskins töten und anschließend Grady attackieren. Dieser stellt sich dem Betatier Blue und gewinnt dessen Vertrauen zurück. Als der Indominus Rex auftaucht, greifen sie ihn gemeinsam an, doch er schlägt Blue bewusstlos und tötet die beiden anderen. Da er nun Grady und die Jungen angreift, lässt Dearing das Gehege des Tyrannosaurus öffnen und lockt ihn zum Indominus Rex, wo es zum Kampf kommt. Der Indominus Rex gewinnt zunächst die Oberhand, doch bevor er den Tyrannosaurus töten kann, taucht Blue wieder auf. Beide attackieren den Hybridsaurier und drängen ihn zum Becken des Mosasaurus. Dieser schießt aus dem Wasser, packt den Indominus Rex und zieht ihn ins Becken.
Am Ende werden die beiden Jungen von ihren Eltern abgeholt, und Dearing und Grady beschließen zusammenzubleiben. In der letzten Szene ist der Tyrannosaurus zu sehen, wie er auf den verlassenen Park blickt und brüllt, während die Sonne über der Szenerie aufgeht.

## Produktion

### Entstehungsgeschichte
Bereits nach Jurassic Park III im Jahr 2001 planten Steven Spielberg und Joe Johnston einen vierten Teil für 2005. Sam Neill, der bereits in Jurassic Park und Jurassic Park III die Hauptrolle des Dr. Alan Grant gespielt hatte, wollte für den vierten Teil zurückkehren. Im April 2005 wurde eine Verzögerung der Produktion bekanntgegeben, da es zu kreativen Differenzen in Bezug auf das Drehbuch gekommen war. 2007 nahm man die Arbeiten am Film wieder auf und fragte Laura Dern, Richard Attenborough und Jeff Goldblum, ob sie in ihren Rollen für einen vierten Teil wiederkehren würden. Im Dezember 2008 brach die Produzentin Kathleen Kennedy wegen des Todes des Drehbuchautors Michael Crichton die Planungen zu Jurassic Park 4 ab. In einem Interview mit Boxoffice Magazine im Januar 2010 ließ Regisseur Joe Johnston jedoch verlauten, dass die Vorbereitungen wieder aufgenommen werden. Er gab außerdem an, dass der vierte Teil etwas völlig anderes und der Beginn einer neuen Trilogie sein werde.
Auf der Comic-Con 2011 in San Diego ließ Universal Pictures verlauten, dass man immer noch an einem vierten Teil arbeite und einen Kinostart für 2013 anvisiere. Im selben Jahr traf sich Steven Spielberg mit Drehbuchautor Mark Protosevich zum Gedankenaustausch darüber, wie sie die Filmreihe fortsetzen könnten. Als Regisseur wurde später Colin Trevorrow verpflichtet, während Patrick Crowley und Frank Marshall als Produzenten tätig sein würden. Das Drehbuch wurde von Colin Trevorrow, Derek Connolly, Rick Jaffa und Amanda Silver verfasst. Da es immer wieder zu Verzögerungen am Drehbuch kam, wurde der Kinostart auf 2014 verschoben. Zur selben Zeit wurde die Rückkehr von Neill, Dern, Attenborough und Goldblum ausgeschlossen, jedoch sollte die Handlung erneut auf der fiktiven Isla Nublar spielen. Im Mai 2013 wurde der Drehstart um unbestimmte Zeit verschoben. Als Grund wurde genannt, dass die Filmemacher mehr Zeit benötigten, um den Zuschauern die bestmögliche Fortsetzung zu bieten. Der für den 13. Juni 2014 geplante Kinostart wurde im Juni 2013 um ein Jahr nach hinten verschoben.

### Casting
Im September 2013 wurde die weibliche Hauptrolle mit Bryce Dallas Howard besetzt. Im Oktober desselben Jahres verpflichtete man Ty Simpkins und Jake Johnson für weitere Hauptrollen. Im November 2013 stieß Nick Robinson als Bruder von Simpkins’ Charakter dazu. Für die männliche Hauptrolle war zunächst Josh Brolin Im Gespräch. Schließlich entschied man sich für Chris Pratt. Im Februar 2014 konnte man die Verpflichtung von Vincent D’Onofrio sowie Irrfan Khan bestätigen. BD Wong, der bereits in Jurassic Park als Dr. Henry Wu zu sehen war, sollte erneut in die Rolle des Wissenschaftlers schlüpfen. Die Produzenten gaben bekannt, dass Wongs Rolle größer ausfallen werde als im ersten Teil. Omar Sy unterschrieb seinen Vertrag, der auch schon weitere Filme beinhaltet, im März 2014. Im April castete man Judy Greer (die wie zehn Jahre zuvor in The Village die Filmschwester von Bryce Dallas Howard spielte), Katie McGrath und Lauren Lapkus sowie im Mai 2014 Brian Tee. Eine weitere Rolle ging am 6. Mai 2014 an Andy Buckley.

### Dreharbeiten
Die Dreharbeiten zu Jurassic World begannen am 14. April 2014 auf Hawaii. Anfang Juni zogen sie von Kauaʻi nach New Orleans um. Dort wurde für einige Wochen in dem verlassenen Freizeitpark Six Flags New Orleans gedreht. Am 30. Juni 2014 wurde am und um den Louis Armstrong New Orleans International Airport gedreht. Die meisten Dreharbeiten fanden in den Big Easy Studios im NASA-Komplex in East New Orleans statt. Drehende war am 5. August 2014.

### Marketing
Während der Dreharbeiten twitterte der Regisseur Colin Trevorrow mehrere Bilder vom Filmset. Die ersten Filmbilder wurden im September und November 2014 veröffentlicht. Am 24. November erschien der Teaser-Trailer und einen Tag später der erste Trailer.
Die Produktionsfirma Universal ließ einen Werbespot beim Finale des Super Bowl XLIX für umgerechnet 3,7 Millionen Euro schalten. Der zweite Trailer wurde am 20. April 2015 veröffentlicht, gemeinsam mit drei Postern.
Unter der Adresse masraniglobal.com wurde eine fiktive Website von Masrani Global eingerichtet.

## Synchronisation
Die deutschsprachige Synchronfassung von Jurassic World wurde nach einem Dialogbuch von Klaus Bickert unter der Regie von Björn Schalla durch die Berliner Synchron produziert. Die Synchronsprecher waren:
| Rolle              | Darsteller             | Synchronsprecher  |
| ------------------ | ---------------------- | ----------------- |
| Owen Grady         | Chris Pratt            | Leonhard Mahlich  |
| Claire Dearing     | Bryce Dallas Howard    | Maria Koschny     |
| Vic Hoskins        | Vincent D’Onofrio      | Christian Weygand |
| Gray Mitchell      | Ty Simpkins            | Pablo Ribet-Buse  |
| Zack Mitchell      | Nick Robinson          | Sebastian Fitzner |
| Barry              | Omar Sy                | Sascha Rotermund  |
| Henry Wu           | B. D. Wong             | Torsten Sense     |
| Simon Masrani      | Irrfan Khan            | Olaf Reichmann    |
| Lowery Cruthers    | Jake Johnson           | Björn Schalla     |
| Jimmy Fallon       | Jimmy Fallon           | Stefan Krause     |
| Karen Mitchell     | Judy Greer             | Tanja Geke        |
| Scott Mitchell     | Andy Buckley           | Erich Räuker      |
| Zara Young         | Katie McGrath          | Victoria Sturm    |
| Paddock Supervisor | Eric Edelstein         | Sven Fechner      |
| Luke               | Colby Boothman-Shepard | Roland Wolf       |
| Vivien Krill       | Lauren Lapkus          | Josephine Schmidt |

## Rezeption

### Einspielergebnis
Jurassic World übertraf die Erwartungen um ein Vielfaches und erzielte in den Vereinigten Staaten mit 208,8 Millionen US-Dollar am Startwochenende das bis zu diesem Zeitpunkt beste jemals erzielte Einspielergebnis. Damit ließ der Film Marvel’s The Avengers mit 207 Millionen US-Dollar sowie Avengers: Age of Ultron mit 191 Millionen US-Dollar hinter sich. Der Rekord wurde allerdings bereits im Dezember 2015 übertroffen, als Star Wars: Das Erwachen der Macht am Startwochenende 248 Millionen US-Dollar einspielte.
In Deutschland schaffte der Film den drittbesten Start des Kinojahres 2015. Mit einem Erlös von 10 Millionen Euro sicherte sich Jurassic World einen Bogey für mehr als 1000 Besucher pro Kopie am Startwochenende, einen Bogey für eine Million Besucher, einen Bogey in Silber für zwei Millionen Besucher nach nur 10 Tagen sowie in Gold für drei Millionen Besucher nach nur 22 Tagen. In Österreich dominierte der Film mit 766.545 Euro ebenfalls die Wochenend-Charts, kam dort jedoch ebenfalls nicht an die Ergebnisse von Fifty Shades of Grey und Fast & Furious 7 heran (je über eine Million Euro). Weltweit spielte der Film am ersten Startwochenende 524,1 Millionen US-Dollar ein und war damit der erste Film überhaupt, der mehr als eine halbe Milliarde US-Dollar am Startwochenende einspielte. Auch dieser Rekord wurde im Dezember 2015 von Star Wars: Das Erwachen der Macht (mit 529 Millionen US-Dollar) übertroffen.
Mittlerweile liegt Jurassic World mit einem weltweiten Einspielergebnis von 1,670 Milliarden US-Dollar auf Platz 10 (Stand: 19. April 2025) in der Liste der erfolgreichsten Filme. Das Filmbudget betrug ca. 150 Millionen US-Dollar.
Durch den großen Erfolg von Fast & Furious 7 und Jurassic World durchbrach Universal so schnell wie kein anderes Studio zuvor die Marke von drei Milliarden US-Dollar innerhalb eines Jahres und übertraf damit den bisherigen Bestwert von Fox vom 30. Juni 2010. Innerhalb der Vereinigten Staaten erreichte Universal bereits die Marke von einer Milliarde US-Dollar und verwies damit Paramount auf Platz 2 (22. Juni 2008). Außerhalb Nordamerikas erzielte Universal mit 2,278 Milliarden US-Dollar bereits jetzt das beste Einspielergebnis seiner Studiogeschichte; der bisherige Rekord stammt aus dem Jahr 2013 mit 2,258 Milliarden US-Dollar.

### Kritiken
Nach Angaben von Rotten Tomatoes waren von 302 untersuchten Filmkritiken 215 positiv und 87 negativ, was zu einer Wertung von 71 % (Durchschnittsbewertung 6,7/10) führte. Auf der Webseite Metacritic erhielt der Film eine durchschnittliche Bewertung von 59/100 basierend auf 49 Kritiken.
Auf der Internetseite IMDb hat der Film eine Bewertung von 7,0 von 10 Punkten, basierend auf über 464.000 Kritiken. (Stand: jeweils 19. August 2017)
TV Spielfilm meinte, der Film biete „bestes Popcorn-Kino“. Regisseur Trevorrow wahre die „Balance zwischen Nostalgie und Innovation“ und baue nebenbei „einige geschickte Anspielungen auf die Vorgängerfilme ein“. Insgesamt sei der Film ein „gelungenes Reboot der Dinoserie“.
In der Filmzeitschrift epd Film bekam der Film hingegen nur 1 von 5 möglichen Sternen. Der Kritiker Kai Mihm schrieb: „Die uncharismatischen Charaktere sind nicht das einzige Problem. Dafür, dass in Jurassic World alles sehr laut und leichenreich vonstatten geht, ist es erschreckend langweilig. […] Regie-Newcomer Colin Trevorrow setzt auf die immer gleichen Schreckmomente. Seine visuellen Zitate aus Predator und Die Vögel erinnern vor allem daran, dass man die originellsten Szenen bereits aus anderen, besseren Filmen kennt. Bemerkenswert sind in diesem Zusammenhang auch die mäßigen CGI-Effekte […] diesmal wirken die Saurier und Landschaften gleichermaßen artifiziell. Auch die erstaunlich schlechte 3D-Technik sowie die albernen Dialoge erinnern eher an ein trashiges B-Movie. So ist Jurassic World bisweilen näher an Sharknado, als einem 150-Millionen-Dollar-Film. Nur ist er leider nicht halb so amüsant.“

### Auszeichnungen
- Die Deutsche Film- und Medienbewertung (FBW) verlieh dem Film das Prädikat „wertvoll“.[47]

## Fortsetzungen
Die erste Fortsetzung des Films unter dem Titel Jurassic World: Das gefallene Königreich kam am 6. Juni 2018 in die deutschen Kinos. Die Hauptrollen spielten Chris Pratt und Bryce Dallas Howard. Steven Spielberg war ausführender Produzent. Die Regie übernahm Juan Antonio Bayona. Das Drehbuch zum Film schrieben Derek Connolly und Colin Trevorrow.
Im Juni 2022 lief Jurassic World: Ein neues Zeitalter an.

## Sonstiges
- Bei dem Tyrannosaurus, der gegen Ende des Films auftritt, handelt es sich laut Regisseur Colin Trevorrow um denselben Tyrannosaurus oder auch T-Rex, der in Jurassic Park die Besucher jagte.[50] Dies ist auch erkennbar an drei weißen Narben am Hals des Sauriers, da er dort im ersten Teil von einem Raptor verletzt wurde.
- Dieser T-Rex zerstört unmittelbar vor seinem Kampf mit dem Indominus Rex ein Spinosaurus-Skelett. Dies ist eine Hommage an den dritten Teil der Reihe, da dort ein Spinosaurus einem T-Rex das Genick bricht. Laut Trevorrow und Spielberg soll das bedeuten, dass „der T-Rex der mächtigste Dinosaurier“ ist.
- Die Schlussszene mit dem brüllenden T-Rex über dem Park wurde laut Spielberg eingebaut, um zu zeigen, dass die Dinosaurier wieder auf der Isla Nublar herrschen. Zitat Spielberg: „Nun ist der T-Rex wieder der König, und das macht er auch deutlich!“
- In diesem Teil gibt es verschiedene Anspielungen und Verweise auf den ersten Teil. In einer Szene sieht man kurz das DNA-Maskottchen, welches im ersten Teil die Gruppe über das Klonen und Herstellen der Dinosaurier aufgeklärt hat. Weiterhin ist als Hologramm kurz der Dilophosaurus zu sehen, welcher im ersten Teil einen Auftritt hatte. In einer weiteren Szene befinden sich Gray und Zach in einer verlassenen Anlage, anscheinend der Eingangshalle aus dem Jurassic Park, wo sie in einem Nebenraum ein Nachtsichtgerät finden. Dieses Modell nutzte Tim in Jurassic Park während der Führung. In dieser mittlerweile von wilden grünen Pflanzen überwucherten Halle hebt Zach Mitchell jenes riesige schwarz-rote Banner auf, auf dem When Dinosaurs ruled the Earth (auf Deutsch: Als Dinosaurier die Erde beherrschten) steht und das gegen Ende des ersten Films vor dem brüllenden T-Rex von der Decke zu Boden flattert. Dieses dreckige Banner wickelt Zach um einen langen dreispitzigen Knochen und zündet es mit Streichhölzern an, um daraus eine Fackel zu machen. Im Hintergrund dieser Szene erklingt dazu ein Ausschnitt der Filmmusik von Jurassic Park in einer leisen verlangsamten Piano-Version. Es gibt einen Abenteuerfilm von 1970, der den Titel Als Dinosaurier die Erde beherrschten trägt.
- Für Aufregung sorgte der Tod des Charakters Zara. Die Szene, in der sie lebendig von einem Mosasaurier verschlungen wird, wurde als „außergewöhnlich grausam“ und „unverhältnismäßig“ für einen Film der Reihe kritisiert.[51][52]